# 篠永正道
篠永 正道（しのなが まさみち、1946年 - ）は、日本の医学者、脳神経外科医。
2005年より国際医療福祉大学熱海病院脳神経外科教授。2021年7月31日国際医療福祉大学退職。2021年8月1日よりふれあい平塚ホスピタル勤務。

## 人物・来歴
1946年（昭和21年）福島県生まれ。1972年に横浜市立大学医学部を卒業。1981年から1982年にかけてアメリカ合衆国・ノースカロライナ大学神経外科に留学。
1985年に横浜市立大学脳神経外科講師、1992年]平塚共済病院脳神経外科部長、平塚共済病院救急センター長を歴任。
日本脳神経外科学会専門医・評議員、日本脳卒中学会専門医、日本脊髄外科学会専門医、日本頭痛学会専門医、日本ニューロモデュレーション学会評議員。医学博士。
2005年5月から国際医療福祉大学熱海病院脳神経外科教授に就任。
2021年7月31日国際医療福祉大学退職。

## 論文・記事
- 1978年 Putaminal Hemorrhage のCTと機能予後ならびにAnterior Insular Approach
- 1978年     慢性硬膜下血腫の病像--成人16例の分析から
- 1981年   Gliomaに対する長期免疫・化学療法の治療成績
- 1986年   クモ膜下出血患者の髄液および血清中TxB2,6-keto PGF1αの経時的測定
- 1987年   後大脳動脈瘤に対するzygomatic approach:-P1,P2,P3の large aneurysmの経験からみた適応と限界
- 1988年   Immunohistological evaluation of macrophage infiltrates in brain tumors : correlation with peritumoral edema 脳腫瘍におけるマクロファージ浸潤の免疫組織学的検     索 : 腫瘍周辺浮腫との相関
- 1989年   破裂脳動脈瘤重症例の治療
- 2000年   Pterional approachでの頭蓋骨弁固定におけるチタン製プレートの有用性
- 2001年   頭部外傷後の高血糖と神経学的重症度および転帰との関係
- 2005年  "低髄液圧"による頭痛--脳脊髄液減少症/低髄液圧症候群
- 2006年   むち打ち症後遺症と脳脊髄液減少症
- 2006年       低髄液圧症候群(脳脊髄液減少症)
- 2007年   脳脊髄液減少症の一例
- 2007年       診療ガイドラインニュース(12)脳脊髄液減少症暫定ガイドライン
- 2007年       症例報告 脳脊髄液減少症の一例
- 2008年   低髄液圧性頭痛の診断と治療  特集 頭痛診療の進歩と課題
- 2008年       脳ドックにおける未破裂脳動脈瘤の破裂予測
- 2008年       脳脊髄液減少症治療に保険適用を
- 2008年       外傷後の脳脊髄液減少症について
- 2008年       国際医療福祉大学熱海病院における5 年間の血液等による汚染事故の解析と対策
- 2008年       国際医療福祉大学熱海病院における5 年間の薬剤耐性菌の検出状況と細菌検査室の果たす役割
- 2008年       国際医療福祉大学熱海病院における5 年間の抗生物質使用実績からみた薬剤耐性菌対策について : 抗MRSA 用薬剤使用開始届出制の導入とアンチバイオグラムの作成と配布]
- 2008年       国際医療福祉大学熱海病院における5 年間の感染対策と課題
- 2009年   人工呼吸器管理を経て主婦業への復帰を果たした単純ヘルペス脳炎の1症例
- 2009年       ｖａｎＡ型Ｖａｎｃｏｍｙｃｉｎ‐ｒｅｓｉｓｔａｎｔ　ｅｎｔｅｒｏｃｏｃｃｉ病棟内伝播事例への対応
- 2010年   脳脊髄液減少症の診断  特集 中高生の脳脊髄液減少症の診断と治療
- 2010年       病態編 脳脊髄液減少症  この1冊でパーフェクトマスター 脳神経疾患の画像の見かた 保存版 ; 実践! 画像の見かた
- 2010年       交通外傷との関連--交通外傷後脳脊髄液減少症の診断と治療
- 2013年   現代医学の焦点(372)脳脊髄液減少症研究の現況と展望
- 2013年       院内託児室における感染防止対策の実践
- 2013年       脳脊髄液減少症と心身症のかかわり(精神科疾患とのcomorbidityが問題となる身体科疾患,2013年,第54回日本心身医学会総会ならびに学術講演会(横浜))
- 2013年       知っておきたい子どもの病気新情報 子どもの脳脊髄液減少症
- 2013年       土-9-O9-15 イエローカードとレッドカードを用いた抗菌薬適正使用への取り組み(感染制御(治療薬)3,一般演題(口頭)9,再興、再考、創ろう最高の医療の未来)
- 2014年   脳脊髄液減少症と心身症のかかわり 2013年,第54回日本心身医学会総会ならびに学術講演会 シンポジウム 精神科疾患とのcomorbidityが問題となる身体科疾患
- 2014年       外傷性脳脊髄液減少症は稀な疾患ではない!! : 交通外傷後脳脊髄液減少症の多数の臨床経験から[2]
- 2015年   中頭蓋窩法で摘除した側頭骨に発生した軟骨芽細胞腫
- 2016年   不定愁訴と脳脊髄液減少症 特集 不定愁訴症候群とどう向き合うか
- 2017年   脳MRIにおける髄液腔拡大所見の意義  第26回 日本脳ドック学会総会推薦演題
- 2020年   脳脊髄液減少症 : ME/CFSとの鑑別

## 著書
- 『各科の専門医も立証した「低髄液圧症候群」の決定的治療法 : あなたの「脳」はここまでわかっている!』日本医療企画、2003年。ISBN 4890416080。
- 『あなたの「むち打ち症」は治ります! : 各科の専門医も立証 : 脳脊髄液減少症(低髄液圧症候群)の決定的治療法』日本医療企画、2005年。ISBN 4890416986。
- 『あなたの「むち打ち症」は治ります!―脳脊髄液減少症(低髄液圧症候群)の決定的治療法』日本医療企画、2005年9月。ISBN 978-4890416981。
- 『脳脊髄液減少症を知っていますかーDr.篠永の診断・治療・アドバイス』西村書店、2013年。ISBN 978-4-89013-686-5。

## 監修
- 中井宏 編著、篠永正道 監修『「むち打ち症」はこれで治る! : 臨床結果でわかった「低髄液圧症候群」との驚くべき関係』日本医療企画、2002年。ISBN 4890415130。
- 脳脊髄液減少症研究会ガイドライン作成委員会『脳脊髄液減少症ガイドライン〈2007〉』メディカルレビュー社、2007年4月。ISBN 978-4779201004。
- 篠永正道、美馬達夫監修：脳脊髄液減少症研究会 編著『脳脊髄液減少症データー集vol.』メディカルレビュー社、2007年10月。ISBN 978-4779201707。
- 鈴木裕子 編著、篠永正道 監修『子どもの脳脊髄液減少症 : この病気を知ってくれるだけで心も体も楽になるんです』日本医療企画、2007年。ISBN 9784890417865。
- 吉兼健一 著、篠永正道 監修『脳脊髄液減少症 : 「慢性疲労」「原因不明の病気」の正体はこれだ!』創風社出版、2008年。ISBN 9784860370909。
- 中井宏、松本英信 著、篠永正道, 守山英二, 中川紀充 医学監修『「むち打ち症」の新事実 : 脳脊髄液減少症「最新版」ガイドライン』三五館、2008年。ISBN 9784883205417。
- 篠永正道、美馬達夫監修：脳脊髄液減少症研究会 編著『脳脊髄液減少症データー集vol.2』メディカルレビュー社、2009年2月。ISBN 978-4779203602。

## 監訳
- ダグラス・J・メイソン 著、篠永正道、藤野裕子 訳『軽度外傷性脳損傷のためのリハビリテーション・ワークブック―高次脳機能障害の回復にむけて』西村書店、2010年9月。ISBN 978-4890133925。